# Вильямс, Джон Стентон
Джон Стентон Вильямс (англ. John Stanton Williams) (ок. 1810—1876) — американский предприниматель, который вместе с Стивеном Баркер Гайоном владел и был оператором «Williams & Guion Black Star Line».

## Биография и семья
Джон Стентон Вильямс родился около 1810 года и был женат на Мери Маклай Пентс (англ. Mary Maclay Pentz) (ок. 1810—1891).
Они владели 121 акром (0,49 км2) тракта в Сомерсет, Нью-Джерси. Земля была во владении семьи Марии Маклай Пентс Вильямс с 1877 року. 8-1/4 акров, как часть от первоначальных 121 акров земли, были переданы сыну Стивену Гайон Вильямсу согласно завещанию от Марии Вильямс от 28 февраля 1891 года.
Джон Стентон Вильямс умер в 1876 году.
Дети:
- сын Стивен Гайон Вильямс (после 1825 — не раньше 1920)